# うた日記
『うた日記』（うたにっき）は、1907年に刊行された、森鷗外の日露戦争従軍詩歌集。短歌331首・俳句168句・新体詩58篇・長歌9篇からなる。鴎外は、詩歌を生む戦場心理について次のように説明した。
「明治三十七八年役の時を思ふ。……猛烈な交戦が十日も続くやうなことがあつてもその前後に必ず数十日の準備と整頓とがいる。さういふ間に将卒の心は何物を要求するか。……人は神を要求する。……人は詩を要求する。人情の免れることの出来ない要求の常として此二様の心持が出て来る。高等司令部から兵卒の舎営迄（まで）、何処（どこ）にも詩の会がある」
（与謝野鉄幹の歌集『相聞』に寄せた序文より）。
『うた日記』については後年、佐藤春夫が「一個非常の記録であつてまた非凡な詩歌集を成してゐる」、「未来に寄与するところ多きもの」と絶賛した（『陣中の竪琴』冨山房、1932年）。

## 引用・参考文献
- 大石汎「森軍医監の凱旋」、平川, 祐弘、平岡, 敏夫、竹盛, 天雄 編『鴎外の人と周辺』 講座　森鴎外　第1巻、新曜社、1997年5月。ISBN 4-7885-0597-5。
- 末延芳晴『森鴎外と日清・日露戦争』平凡社、2008年8月。ISBN 978-4-582-83407-9。